# 大索尔特
大索尔特（德語：Großsolt）是德国石勒苏益格－荷尔斯泰因州的一个市镇。总面积25.07平方公里，总人口1834人，其中男性903人，女性931人（2011年12月31日），人口密度73人/平方公里。